# Commissione consultiva carburanti
Le commissioni consultive carburanti sono organi di consultazione delle Regioni, istituite attraverso leggi e deliberazioni regionali, al fine di supportare gli stessi enti nella riforma normativa e nel monitoraggio del settore petrolifero.
Tali commissioni sono composte dai rappresentanti delle diverse istituzioni pubbliche interessate e delle Associazioni operanti nel settore petrolifero. In particolare, vi partecipano i vigili del fuoco, l'Agenzia delle entrate, le associazioni dei consumatori, Unione petrolifera, Assopetroli, Consorzio Grandi Reti, Federmetano, Assogasmetano, Assogasliquidi, Faib, Fegica e Figisc. 
Al momento sono attive le commissioni presso la Lombardia, il Veneto, l'Emilia-Romagna, il Lazio, la Campania, la Puglia e la Sicilia.